# Ten Feet High
Ten Feet High is het eerste soloalbum van de Ierse zangeres Andrea Corr (bekend van de band The Corrs). Het album verscheen in juni 2007.

## Geschiedenis
Het album bestaat uit elf nummers, waarvan tien zelf geschreven door Corr, en één cover van Squeeze (de hit Take Me I'm Yours). Het album werd geproduceerd door Nellee Hooper, die eerder gewerkt had met onder anderen Gwen Stefani, Madonna, U2 & Björk. Bono is tevens de hoofdproducer van het album. Corr is bekend als leadzangeres van The Corrs, de familieband die gevormd wordt door haarzelf en haar twee zussen en broer.
Corr over het album: "The album does not necessarily show my true self. First and foremost it was fun doing it and an adventure for me - I'm very happy with the result. Even if it won't be that big, I can die happily someday just because I did this album. Of course I'm hoping to be successful, I think the record has deserved it."

## Tracklist
Onderstaand de tracklist van het album. De eerste single zal het nummer Shame on You zijn.
1. Shame on You (To Keep My Love from Me)
2. Anybody There
3. Hello Boys
4. I Do
5. Ten Feet High
6. Champagne From a Straw
7. 24 Hours
8. This Is What It's All About
9. Take Me I'm Yours
10. Stupidest Girl in the World
11. Ideal World
12. Shame on You [Radio Edit]
13. Amazing [Bonus Track] (Niet verkrijgbaar op de Europese versie van het album)

## Verschijningsdata
De verschijningsdatum van het album werd verschillende keren uitgesteld en de titel werd ook een keer veranderd. Onder de titel Present zou het album allereerst in het najaar van 2006 uitkomen, vervolgens werd de maand januari 2007 genoemd en daarna de lente.

## Verwachtingen en toekomst
De verwachtingen rondom het album en de solocarrière van Andrea Corr waren hooggespannen. Haar platenmaatschappij had (volgens geruchten) een fortuin in de lancering van het album gestoken. De plaat deed het echter niet goed. De eerste en enige single Shame on You (To Keep My Love from Me) behaalde ook niet de Britse hitlijsten. Ten Feet High bereikte nummer 38 in de UK Album Chart maar viel daarna weer vlug van de lijst af. Alleen in Spanje had Corr met haar solowerk licht succes en behaalde de Top 10 van de albumlijst. De tweede single Champagne from a Straw verscheen alleen als download en kreeg het album niet hoger de lijsten in.